# Madeleine L'Engle
Madeleine L'Engle Camp (pseudoniem: Madeleine L'Engle) (New York, 29 november 1918 – Litchfield, 6 september 2007) was een Amerikaans schrijfster van jeugdliteratuur, sciencefiction en poëzie. Haar werk reflecteert zowel haar christelijk geloof als haar interesse in wetenschap.

## Biografie

### Vroegere leven
Madeleine L'Engle Camp werd vernoemd naar haar overgrootmoeder, Madeleine L'Engle. Haar grootvader van moeders kant was de bankier Bion Barnett, mede-oprichter van de Barnett Bank in Jacksonville (Florida). Haar moeder, een pianiste, heette ook Madeleine en haar vader, Charles Wadsworth Camp, was een schrijver, criticus en buitenlandcorrespondent die, volgens zijn dochter, leed aan longschade door mosterdgas tijdens de Eerste Wereldoorlog (in een artikel in The New Yorker in 2004 betwisten familieleden van L'Engle het verhaal van het mosterdgas en beweren dat de ziekte van Camp het gevolg was van alcoholisme).
L'Engle schreef haar eerste verhaal op vijfjarige leeftijd en begon een dagboek bij te houden op de leeftijd van acht jaar. Deze vroege literaire pogingen vertaalden zich niet in academisch succes op de privéschool in New York waar ze was ingeschreven. Ze was een verlegen, onhandig kind en werd door sommige leraren als dom gebrandmerkt, daarom trok ze zich terug in haar eigen wereld van boeken en schrijven. De familie reisde vaak en op een gegeven moment verhuisde het gezin naar een kasteel nabij Chamonix-Mont-Blanc in de Franse Alpen, in de hoop dat de schonere lucht gemakkelijker zou zijn voor de longen van haar vader. Madeleine werd naar een internaat in Zwitserland gestuurd. In 1933 werd de grootmoeder van L'Engle echter ziek en verhuisden ze terug naar Jacksonville, Florida om dicht bij haar te zijn. L'Engle werd ingeschreven in een andere kostschool, Ashley Hall, in Charleston (South Carolina).

### Volwassenheid
L'Engle studeerde van 1937 tot 1941 aan het Smith College. Nadat ze cum laude afstudeerde, verhuisde ze naar een appartement in New York. In 1942 ontmoette ze acteur Hugh Franklin toen ze beiden in het toneelstuk The Cherry Orchard van Anton Tsjechov meespeelden. L'Engle trouwde met Franklin op 26 januari 1946, het jaar na de publicatie van haar eerste roman, The Small Rain. Hun eerste dochter, Josephine, werd in 1947 geboren.
Het gezin verhuisde in 1952 naar een 200 jaar oude boerderij genaamd Crosswicks in Goshen, Connecticut. Toen Franklin zonder inkomen viel, kochten ze een kleine winkel die ze openhielden terwijl L'Engle haar schrijven voortzette. Hun zoon Bion werd datzelfde jaar geboren. Vier jaar later kwam de zevenjarige Maria, de dochter van een overleden vriendin van de familie, bij de Franklins wonen en zij adopteerden haar kort daarna. Gedurende deze periode was L'Engle ook dirigent van het kerkkoor van de plaatselijke Congregational Church.

### Carrière
In november 1958 op haar veertigste verjaardag was L'Engle vastbesloten om het schrijven op te geven toen ze nogmaals een afwijzing ontving. "Met alle uren die ik aan het schrijven was, kon ik nog steeds financieel niet rondkomen." Al snel ontdekte ze dat ze het schrijven niet kon opgeven en dat ze onbewust verder werkte aan fictie.
De familie keerde terug naar New York in 1959, zodat Franklin zijn acteercarrière kon hervatten. De verhuizing werd eerst voorafgegaan door een kampeervakantie van tien weken, waarin L'Engle voor het eerst het idee kreeg voor haar meest beroemde roman A Wrinkle in Time, die ze in 1960 voltooide. Het manuscript werd meer dan dertig keer verworpen vooraleer het aangenomen werd door John C. Farrar en het werd uiteindelijk gepubliceerd door Farrar, Straus & Giroux in 1962.
In 1960 verhuisden de Franklins naar een appartement in de Cleburne Building aan Eleventh Avenue. Van 1960 tot 1966 (en opnieuw in 1986, 1989 en 1990) gaf L'Engle les aan de St. Hilda's & St. Hugh's School in New York. In 1965 werd ze vrijwillige bibliothecaris in de Kathedraal Saint John the Divine. Ze diende later vele jaren als writer in residence in de kathedraal en bracht meestal haar winters door in New York en haar zomers in Crosswicks.
In de jaren zestig, zeventig en tachtig schreef L'Engle tientallen boeken voor kinderen en volwassenen. Vier van de boeken voor volwassenen, de Crosswicks Journals, zijn een reeks van autobiografische romans. In The Summer of the Great-grandmother (1974) schrijft L'Engle over haar persoonlijke ervaring met de zorg voor haar bejaarde moeder en Two-Part Invention: The Story of a Marriage (1988) zijn haar memoires over haar huwelijk dat in september 1986 eindigde door de dood van haar man ten gevolge van kanker.

### Latere jaren
L'Engle raakte in 1991 zwaar gewond bij een auto-ongeluk maar herstelde goed genoeg om in 1992 Antarctica te bezoeken. Haar zoon, Bion Franklin, stierf op 17 december 1999 aan de gevolgen van langdurig alcoholisme. Hij was pas zevenenveertig jaar oud.
In haar laatste levensjaren was L'Engle niet meer in staat om les te geven of te reizen vanwege verminderde mobiliteit door osteoporose en vooral na een hersenbloeding in 2002. Ze moest ook stoppen met haar spreekbeurten en seminars. Een paar compilaties van ouder werk, waarvan sommige nog niet eerder werden gepubliceerd, verschenen na 2001.
L'Engle stierf een natuurlijke dood in Rose Haven, een verpleeghuis vlakbij haar huis in Litchfield, Connecticut op 6 september 2007 en ze werd begraven in de kathedraalkerk van Saint John the Divine in Manhattan.

## Prijzen, onderscheidingen en organisaties
Voor haar jeugdroman  A Wrinkle in Time ontving ze in 1962 de Newbery Medal voor "de meest vooraanstaande bijdrage aan de Amerikaanse literatuur voor kinderen". In 1978 werd ze bekroond met de National Book Award for Young People's Literature voor de jeugdroman A Swiftly Tilting Planet.
Naast de vele medailles en prijzen gewonnen voor individuele boeken die L'Engle schreef, ontving ze persoonlijk een groot aantal onderscheidingen door de jaren heen. Deze omvatten onder andere de benoeming tot Associate Dame of Justice in the Venerable Order of Saint John (1972), het USM Medallion van de University of Southern Mississippi (1978), de Smith College-medaille "voor dienstverlening aan de gemeenschap of hogeschool die exemplarisch is voor het doel van vrijzinnig kunstonderwijs" (1981), de Sophia Award voor onderscheiding in haar vakgebied (1984), de Regina-medaille (1985), de ALAN Award voor een uitstekende bijdrage aan adolescentieliteratuur, uitgereikt door de National Council of Teachers of English (1986) en de Kerlan Award (1990).
In 1985 was ze gastspreker op het Library of Congress met een toespraak getiteld 'Durf creatief te zijn!' Datzelfde jaar begon ze een termijn van twee jaar als president van het Authors Guild. Daarnaast ontving ze meer dan een dozijn eredoctoraten van evenveel hogescholen en universiteiten. Veel als "Doctor of Humane Letters", maar ook als "Doctor in the Literature" en "Doctor of Sacred Theology". In 1995 was ze "writer-in-residence" voor het Victoria Magazine. In 1997 kreeg L'Engle een Lifetime Achievement Award van de World Fantasy Awards.
L'Engle ontving de Margaret A. Edwards Award van de American Association in 1998. De Edwards Award erkent een schrijver en een bepaald oeuvre voor een "belangrijke en duurzame bijdrage aan de jeugdliteratuur". Vier boeken van L'Engle werden geciteerd: Meet the Austins, A Wrinkle In Time, A Swiftly Tilting Planet en A Ring of Endless Light (gepubliceerd tussen 1960 en 1980). In 2004 ontving ze de National Humanities Medal maar kon vanwege slechte gezondheid de ceremonie niet bijwonen. L'Engle werd in 2011 opgenomen in de New York Writers Hall of Fame.
Bij een navraag bij de lezers van het magazine School Library Journal in 2012 werd A Wrinkle in Time verkozen tot tweede beste jeugdroman, na Charlotte's Web. In 2013 werd een krater op Mercurius naar L'Engle vernoemd.

### The Madeleine L'Engle Collection
Sinds 1976 heeft het Wheaton College in Illinois een speciale collectie van L'Engles documenten en een verscheidenheid aan andere materialen bewaard, die teruggaat tot 1919. De collectie bevat manuscripten van het merendeel van haar gepubliceerde en ongepubliceerde werken, evenals interviews, foto's, audio- en videopresentaties en een uitgebreide reeks correspondentie met zowel volwassenen als kinderen, waaronder kunstwerken die haar door kinderen zijn toegestuurd.

### Chronos-reeks
- Meet the Austins (1960)
- The Moon by Night (1963)
- The Young Unicorns (1968)
- A Ring of Endless Light (1980)
- The Anti-Muffins (1980)
- The Twenty-four Days Before Christmas (1984)
- Troubling a Star (1994)
- A Full House: An Austin Family Christmas (1999)

De twee kerstboeken zijn kortere verhalen met veel illustraties. De gebeurtenissen in deze verhalen vinden plaats voor de gebeurtenissen in Meet the Austins.

### Kairos-reeks

#### First-generation (Murry)
- A Wrinkle in Time (1962) (Een rimpel in de tijd of Een plooi in de tijd)
- A Wind in the Door (1973) (Een scheur in de ruimte)
- A Swiftly Tilting Planet (1978) (Machten van de duisternis)
- Many Waters (1986)

#### Second-generation (O'Keefe)
- The Arm of the Starfish (1965)
- Dragons in the Waters (1976)
- A House Like a Lotus (1984)
- An Acceptable Time (1989)

### Andere fictie

#### Katherine Forrester-serie
- The Small Rain (1945)
- Prelude (1968), een adaptatie van het eerste deel van The Small Rain
- A Severed Wasp (1982)

#### Camilla Dickinson-serie
- Camilla Dickinson (1951), later heruitgegeven in een lichtjes aangepaste versie als Camilla (1965)
- A Live Coal in the Sea (1996)

#### Allenstaande werken
- Ilsa (1946)
- And Both Were Young (1949), herwerkt met nieuw materiaal en heruitgegeven (1983)
- A Winter's Love (1957)
- The Love Letters (1966), herwerkt en heruitgegeven als Love Letters (2000)
- The Other Side of the Sun (1971)
- Certain Women (1996 [1992])
- The Joys of Love (2008)

### Poëzie
- Lines Scribbled on an Envelope (1969)
- The Weather of the Heart (1978)
- A Cry Like a Bell (1987)
- The Ordering of Love: The New and Collected Poems of Madeleine L'Engle (2005)

### Non-fictie

#### Crosswicks Journals
- A Circle of Quiet (1972)
- The Summer of the Great-grandmother (1974)
- The Irrational Season (1977)
- Two-Part Invention: The Story of a Marriage (1988)

#### Genesis-trilogie
- And It Was Good (1983)
- A Stone for a Pillow (1986)
- Sold into Egypt (1989)

#### Andere werken
- Dance in the Desert (1969)
- Walking on Water: Reflections on Faith and Art (1982)
- The Glorious Impossible (1990)
- The Rock That Is Higher: Story as Truth (1993)
- Penguins and Golden Calves: Icons and Idols in Antarctica and Other Spiritual Places (1996, 2003)
- Friends For The Journey (samen met Luci Shaw) (1997)
- Bright Evening Star: Mystery of the Incarnation (2001)

## Verfilmingen
- Op 23 augustus 2002 verscheen in de reeks Disney Channel Original Movies de film A Ring of Endless Light, gebaseerd op het gelijknamig boek.
- In 2003 verscheen een Amerikaans-Canadese tv-film A Wrinkle in Time.
- Op 28 februari 2018 ging de verfilming van A Wrinkle in Time , geregisseerd door Ava DuVernay, in première met onder anderen Oprah Winfrey en Reese Witherspoon in de hoofdrollen.